# Ismalia
Ismalia ossia Morte ed amore è un'opera in due atti di Saverio Mercadante, su libretto di Felice Romani. La prima rappresentazione ebbe luogo al Teatro alla Scala di Milano il 27 ottobre 1832. Il successo fu «contrastato».
Gli interpreti della prima rappresentazione furono:
| Personaggio | Interprete                |
| ----------- | ------------------------- |
| Ulrico      | Giovanni Giordani         |
| Ismalia     | Teresa Melas              |
| Oscar       | Giuseppe Binaghi          |
| Blondello   | Luigi Magnani             |
| Azila       | Felicita Bayllou-Hillaret |

## Trama
Il romanzo da cui è tratto il melodramma racconta di un cavaliere che per amore dimentica un voto e muore. Affinché egli possa godere le gioie del cielo, però, occorre che la donna per cui è morto si doni alla sua ombra.

## Struttura musicale
- Sinfonia

### Atto I
- N. 1 - Introduzione Beltà pudica e tenera (Coro, Argea)
- N. 2 - Duetto fra Blondello ed Ulrico Questo amor che meco io porto (Blondello, Ulrico, Coro)
- N. 3 - Cavatina di Ismalia Sempre pensoso e torbido (Ismalia, Coro)
- N. 4 - Duetto fra Oscar ed Ismalia Per fuggente e vano suono (Oscar, Ismalia, Coro)
- N. 5 - Finale I Noi pure alla festa saremo presenti - In Soria d'amor fui preso - Vivi, e con voti e lagrime (Coro, Oscar, Ismalia, Ulrico, Blondello)

### Atto II
- N. 6 - Coro ed Aria di Blondello All'occaso è presso il sole - Cedi, deh! cedi Ismalia (Coro, Blondello, Ismalia)
- N. 7 - Duetto fra Ismalia ed Oscar Ah! perdona... io me'l rammento
- N. 8 - Coro e Aria di Ulrico Ebben? dell'indovina - Per me non temo, o prodi (Coro, Ulrico)
- N. 9 - Terzetto fra Blondello, Ulrico ed Ismalia Deh! pochi dì concedile... (Blondello, Ulrico, Ismalia, Coro)
- N. 10 - Finale II Sgombra i miei dubbi, o Cielo - Mira: di luce eterea - Ahi! misera! (Ismalia, Oscar, Coro, Ulrico, Blondello)